# Lignières-de-Touraine
Lignières-de-Touraine ist eine französische Gemeinde mit 1.319 Einwohnern (Stand: 1. Januar 2022) im Département Indre-et-Loire in der Region Centre-Val de Loire. Sie gehört zum Arrondissement Tours und zum Kanton Chinon. Die Einwohner werden Lignérois genannt.

## Geographie
Lignières-de-Touraine liegt in der Touraine am Fluss Vieux Cher, der die nördliche Gemeindegrenze bildet. Umgeben wird Lignières-de-Touraine von den Nachbargemeinden La Chapelle-aux-Naux im Norden, Vallères im Osten und Nordosten, Azay-le-Rideau im Süden sowie Bréhémont im Westen.

## Bevölkerungsentwicklung
| Jahr                       | 1962 | 1968 | 1975 | 1982 | 1990 | 1999 | 2006 | 2018 |
| Einwohner                  | 925  | 957  | 1018 | 957  | 974  | 928  | 1007 | 1287 |
| Quellen: Cassini und INSEE |      |      |      |      |      |      |      |      |

## Sehenswürdigkeiten
- Kirche Saint-Martin aus dem 13. Jahrhundert, Umbauten aus dem 15. Jahrhundert, seit 1907 Monument historique
- Herrenhaus Fontenay

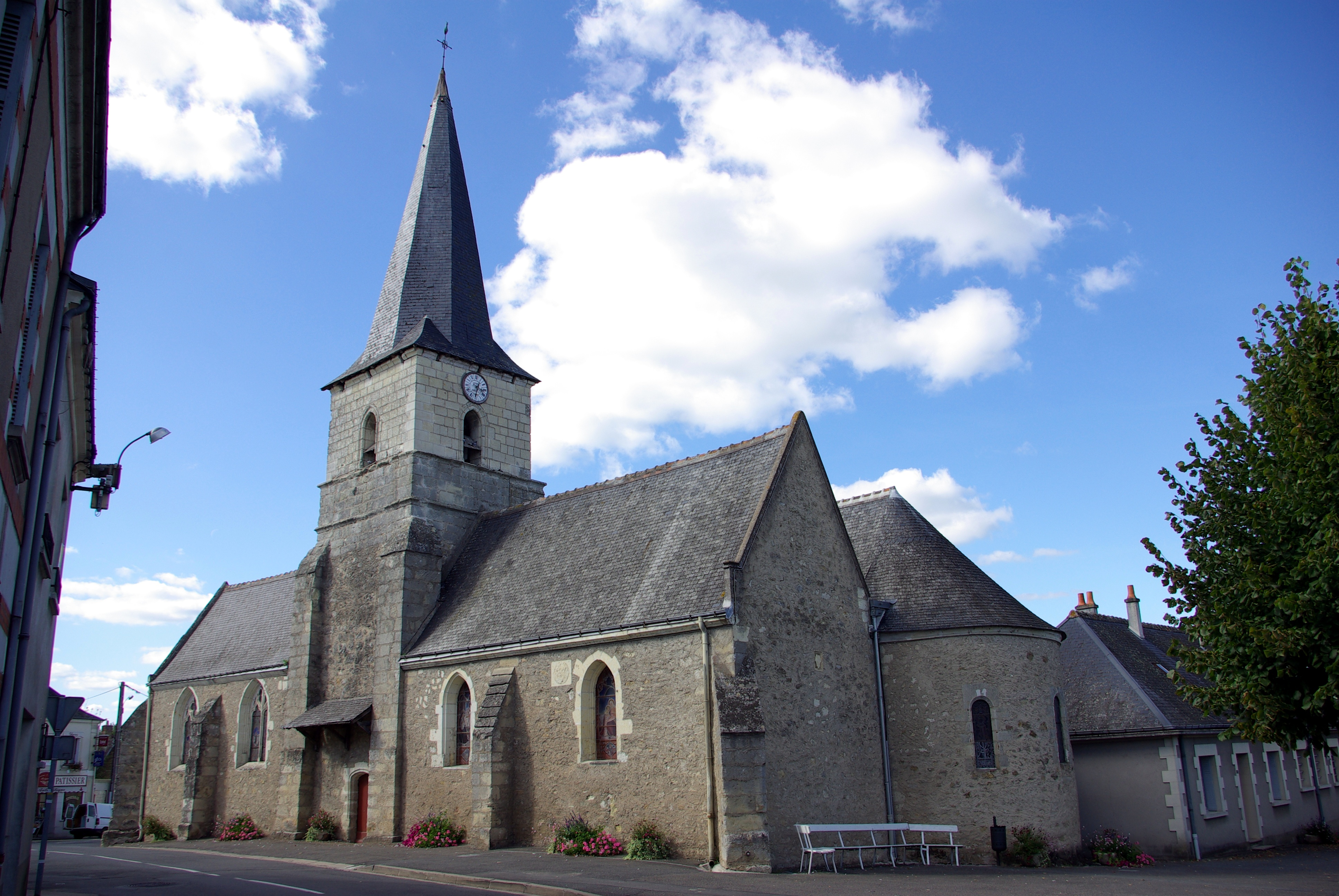
Kirche Saint-Martin
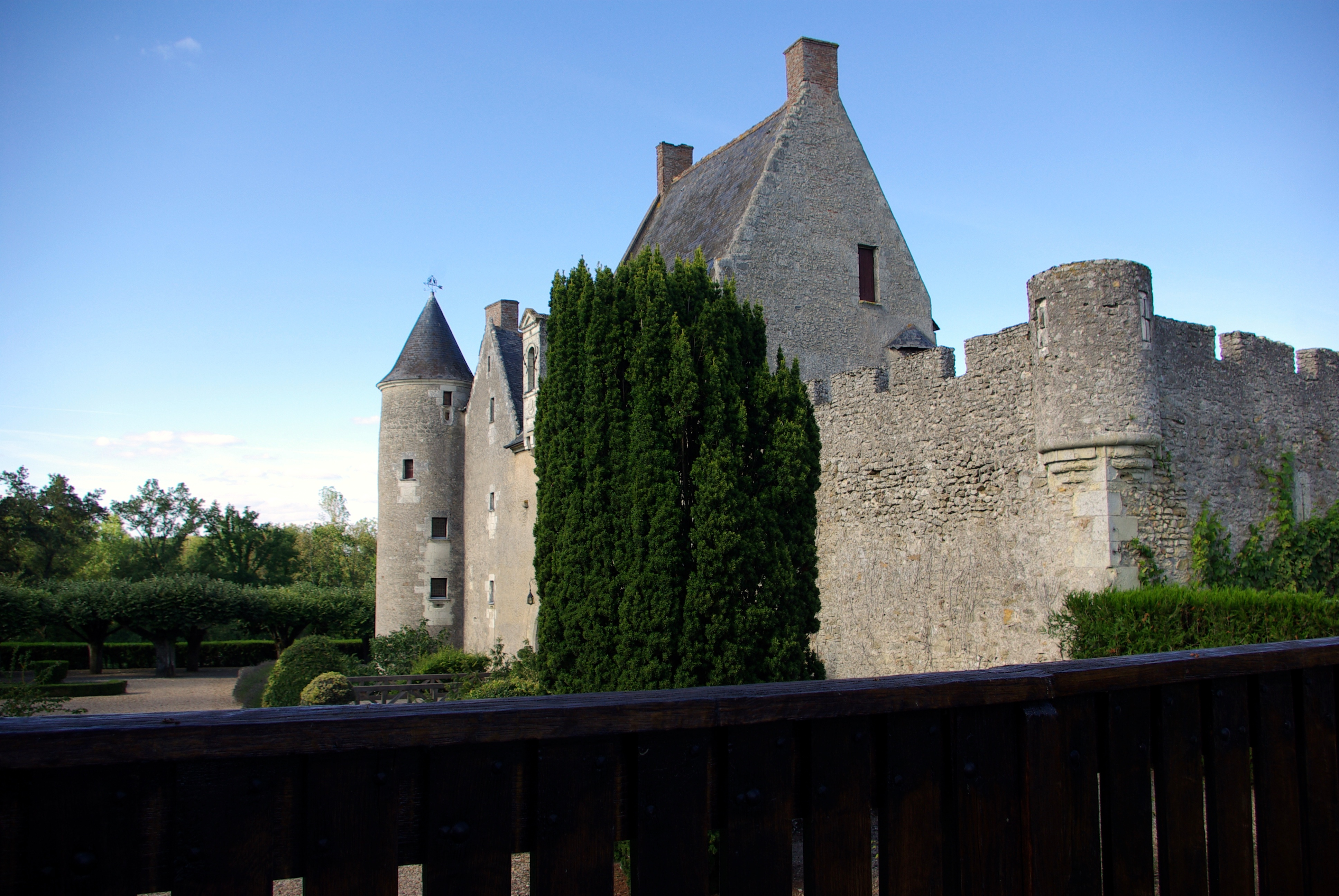
Herrenhaus von Fontenay